# Ain't No Party
Ain't No Party is een nummer van de Amerikaanse rockband Orson uit 2007. Het is de enige single van hun tweede studioalbum Cultural Vultures.
"Ain't No Party" flopte in Amerika, maar werd wel een bescheiden hit in het Verenigd Koninkrijk en Nederland. In de Nederlandse Top 40 bereikte het nummer de 33e positie. Hiermee was het de grootste hit voor Orson in Nederland en ook hun enige Nederlandse Top 40-hit.